# Taschenfledermäuse
Taschenfledermäuse (Saccolaimus) sind eine Gattung von Fledermäusen innerhalb der Familie Glattnasen-Freischwänze. Die vier Arten kommen von Afrika bis in die biogeografische Region Australis vor. Zusammen mit der Gattung der Grabfledermäuse (Taphozous) bilden sie die Unterfamilie Taphozoinae.

## Merkmale
Saccolaimus peli ist mit einer Kopf-Rumpf-Länge von 110 bis 157 mm, einer Schwanzlänge von 27 bis 36 mm und einem Gewicht von 92 bis 105 g größer als die anderen Arten. Diese werden 72 bis 100 mm lang, haben einen 20 bis 35 mm langen Schwanz und wiegen 30 bis 60 g. Das Fell hat oberseits eine dunkelrote bis schwarze Farbe, am Bauch ist das Fell heller bis weißlich. Bei der Nacktrücken-Taschenfledermaus (Saccolaimus saccolaimus) kommen oft unregelmäßige weiße Flecken vor. Im Gegensatz zur Gattung der Grabfledermäuse (Taphozous) und den meisten anderen Vertretern der Familie gibt es an den Flügeln keine sackartigen Drüsen. Die Taschenfledermaus-Arten haben eine Tasche am Hals und eine tiefe Spalte in der Unterlippe.

## Lebensweise
Diese Fledermäuse leben in Wäldern und anderen Gegenden mit Bäumen. Ihre Ruheplätze liegen versteckt im Gestrüpp, in Gebäuden, in Grabmälern sowie in Baum- und Felshöhlen. Sie jagen am Waldrand oder auf Lichtungen Motten und fliegende Käfer. Abhängig von der Art ruhen die Exemplare allein oder in kleineren Kolonien. Saccolaimus saccolaimus kommuniziert mit schrillen Lauten. Pro Wurf wird ein Jungtier geboren.

## Status
Die Weltnaturschutzunion (IUCN) listet Saccolaimus mixtus mit keine ausreichende Daten (Data Deficient) und die anderen Arten als nicht gefährdet (Least Concern).

## Arten und Verbreitung
Mammal Species of the World und IUCN führen vier Arten. Die Art Saccolaimus saccolaimus wird außerdem in fünf Unterarten unterteilt.
- Saccolaimus flaviventris (Peters, 1867): Australien
- Saccolaimus mixtus Troughton, 1925: Kap-York-Halbinsel, Süd-Neuguinea
- Saccolaimus peli (Temminck, 1853): West- und Zentral-Afrika
- Saccolaimus saccolaimus (Temminck, 1838): Indien bis Salomon-Inseln
  - Saccolaimus saccolaimus affinis (Dobson, 1875)
  - Saccolaimus saccolaimus crassus (Blyth, 1844)
  - Saccolaimus saccolaimus nudicluniatus De Vis, 1905
  - Saccolaimus saccolaimus pluto (Miller, 1910)
  - Saccolaimus saccolaimus saccolaimus (Temminck, 1838)